# Heliura elongata
Heliura elongata là một loài bướm đêm thuộc phân họ Arctiinae, họ Erebidae.